# افضل‌الدین کاشانی
افضل‌الدین کاشانی ملقب به بابا افضل مرقی معروف به باباافضل کاشی یا باباافضل کاشانی (متوفی ۶۶۷ ق/به روایتی آغاز قرن هفتم) شاعر و عارف ایرانی اهل کاشان بوده‌است.

## زندگی
پدر وی حسن پسر حسین پسر محمد خوزه‌ای است و در واپسین سال‌های سده ششم هجری زاده شد. باباافضل همدوره با تازش مغول می‌زیست. بابا افضل کاشانی در تمام مدت عمر خود در مرق ساکن بوده و اوقات خود را به تدریس و تألیف و تحقیق و مباحثه گذرانده‌است. برخی خواجه نصیرالدین طوسی را شاگرد یا خویشاوند وی می‌دانند.
اشعار زیر از اوست:
| ده بار از این نه فلک و هشت بهشت  |  | هفت اخترم از شش جهت این نامه نوشت |
| کز پنج حواس و چهار ارکان وسه روح |  | ایزد به دو گیتی چو تو یک بت نسرشت |

| ای دل تو ز هیچ خلق یاری مطلب  |  | وز شاخ برهنه سایه داری مطلب  |
| عزت ز قناعت است و خواری ز طمع |  | با عزت خود بساز و خواری مطلب |

در ضمن خواجه نصیرالدین طوسی شعر زیر را در وصف بابا افضل سروده‌است.
| گر شرح دهد سپهر اعلا    |  | فضل فضلا و فضل افضل   |
| از هر ملکی به جای تسبیح |  | آواز آید که افضل افضل |

## آثار
وی در زبان پارسی نویسنده‌ای بسیار زبردست بوده‌است. شیوه نثر بابا افضل بسیار پخته و به اصول متقدمان نزدیک است و در رسالات خود کوشیده لغات فارسی را به جای اصطلاحات عربی قرار دهد. وی چند رساله در تصوف و سلوک و حکمت به زبان فارسی با متنی بسیار فصیح دارد.
بیشتر آثار بابا افضل که در ذیل فهرست می‌شود، به جز مواردی که قید می‌شود، همه به زبان فارسی است:

### رباعیها و دیگر اشعار
۱۹۵ رباعی از وی در مصنفات او (صفحات ۶۷۴–۶۷۶، ۷۳۷–۷۷۲) آمده‌است. سعید نفیسی ۴۸۳ رباعی را با عنوان رباعیات بابا افضل کاشانی گرد آورده، و در تهران به چاپ رسانده‌است. کتابی نیز با عنوان دیوان حکیم افضل‌الدین محمد مرقی کاشانی به کوشش مصطفی فیضی و دیگران در کاشان به چاپ رسیده که مشتمل بر بیش از ۶۸۶ رباعی و ۱۲ غزل و قصیده است. اما دربارهٔ انتساب رباعیها که برخی از آن‌ها به دیگران نیز منسوب است، بررسی نقادانه‌ای صورت نگرفته‌است.

### آثار منثور
- عرض نامه

اثری مهم که بیش از آثار دیگر بابا افضل، آرای خاص او را دربردارد. این اثر در ۴ بخش (عرض) تدوین شده‌است: عرض اجسام یا موجودات منفعل و کنش‌پذیر، عرض کنندگان و کارگران در اجسام عالم، عرض دانسته‌های مردم (انسان) و عرض دانندگان و بیان ماهیت و انیت داننده.
وی در این اثر بر شناخت نفس و مقام والایی که خود انسان از راه دانستن حقایق کلی به دست می‌آورد، تأکید می‌کند و می‌گوید: مقصود نهایی از پرداختن عرض نامه در مباحث بخش‌های سوم و چهارم این اثر که به دانش حقایق کلی اختصاص دارد، نهفته‌است.
- جامع الحکمة

این اثر در سال ۱۳۶۱ خورشیدی به کوشش محمدتقی دانش‌پژوه در تهران به چاپ رسیده‌است. این رساله شیوا دربارهٔ تأویل «بسمله» و مشتمل بر فواید فلسفی و عرفانی است. پیشینة این گونه نگارش جز در گفتار چهاردهم وجه دین ناصر خسرو قبادیانی دیده نشده‌است. 
او خود به مذهب تسنن به عنوان بهترین راه اشاره می‌کند و چند رباعی منسوب به او که به علی بن ابیطالب اشاره دارد، در اصالتشان تردید است.
- مدارج الکمال یا گشایش‌نامه

وی از آن به فتوح هشت در یاد کرده‌است و نخست به عربی نوشته، و سپس به فارسی برگردانده شده‌است و تنها متن فارسی آن چاپ و منتشر شده‌است.
- جاودان‌نامه

این اثر نخستین بار به کوشش نصرالله تقوی در تهران (۱۳۱۱ خورشیدی) به چاپ رسیده، و اثری است مبتنی بر تعالیم قرآن و حدیث، و شامل مباحثی چون انواع دانش، اهمیت خودشناسی و آغاز و فرجام هستی. صدرالدین شیرازی اکسیر العارفین خود را با الهام از این اثر ساخته و پرداخته‌است. ساختار دو رساله مشابه است و بسیاری از استدلالها و مثالهای صدرای شیرازی از افضل‌الدین گرفته شده‌است. علاوه بر این می‌توان گفت: بخشی از اکسیر را ترجمه عربی عباراتی از جاودان‌نامه تشکیل می‌دهد.
- ره‌انجام نامه

این اثر به جز در مجموعه مصنفات وی، به کوشش محمد مشکوة نیز در ۱۳۱۵ خورشیدی در تهران به چاپ رسیده‌است.
- رساله در علم و نطق یا منهاج مبین

وی ابتدا آن را به زبان عربی نوشته بوده، و سپس به فارسی برگرداند. این اثر توجه فراوان او را به تفکر منطقی، در معنای دقیق ارسطویی آن نشان می‌دهد. از آنجا که در متن عربی مخالفتش را با تعریف ابن سینا از «قیاس خُلف» نشان می‌دهد، معلوم می‌شود که نویسنده آن خود او بوده‌است و این احتمال که برگردان متنی عربی از آثار ارسطو یا ابن سینا باشد، منتفی است.
- ساز و پیرایة شاهان پر مایه

به‌طور مستقل نیز به کوشش مبصر السلطنة اصفهانی در تهران (۱۳۱۱ خ) به چاپ رسیده‌است. این رساله را می‌توان اثری در زمینة فلسفه سیاسی محسوب کرد، ضمن اینکه در آن علاوه بر پادشاه کامل، نفس کامل را نیز به تصویر می‌کشد.
- ترجمة رسالة نفس ارسطو

این اثر با ویراستاری مشکوة و با مقدمة محمدتقی بهار در ۱۳۱۶ خورشیدی در تهران مستقلاً به چاپ رسیده‌است.
- ینبوع الحیاة

ترجمة ۱۳ فصل از سخنان هرمس الهرامسه، مشتمل بر مناجاتهایی به سبک خواجه عبدالله انصاری (نصر، ۲۵۶)، به نام‌های معاتبة النفس و زجر النفس (در ۱۸۷۳ میلادی در بن، به همین نام چاپ شده‌است). اصل این اثر ینبوع الحکمة نیز نامیده شده‌است.
- تفاحه

محمدتقی دانش‌پژوه از آن به سیب‌نامه یاد کرده‌است. این اثر که ترجمه رساله‌ای عربی منسوب به ارسطو با همین عنوان است، به کوشش مبصر السلطنه نیز به همراه ساز و پیرایه شاهان پرمایه در تهران (۱۳۱۱ خ) به چاپ رسیده‌است.

### رساله‌های کوچک‌تر
- مبادی موجودات نفسانی

نخستین بار به کوشش ابوالحسن جلوه در مجله جلوه انتشار یافته‌است.
- ایمنی از بطلان نفس در پناه خرد

که به ضمیمه جاویدان خرد ابوعلی مسکویه (۱۲۹۴ ق) نیز منتشر شده‌است.
- نامه‌ها و پرسشها (مکاتیب و جواب اسئله)

شامل ۷ نامه که بیشتر آن‌ها پاسخ به پرسشهای یاران و شاگردان، دربارهٔ مابعدالطبیعه، اخلاق و دین است.
- تقریرات و فصول مقطّعه

شامل ۳۶ قطعه که از نظر کوتاهی و بلندی میان دو سطر و ۶ صفحه قرار دارند.
- آیات الصنعة فی الکشف عن مطالب الهیة سبعة یا آیات الابداع فی الصنعة

این اثر به کوشش محیی‌الدین صبری کردی همراه جامع‌البدایع (۱۹۱۹ م) به چاپ رسیده‌است.
- مختصری در حال نفس

### آثار منسوب
چند اثر دیگر نیز به افضل‌الدین نسبت داده شده‌است که باید در انتساب آن‌ها به دیده تردید نگریست:
- المفید للمستفید، که به کوشش نصرالله تقوی در تهران (۱۳۱۰ خ)، و نیز به ضمیمة دیوان افضل‌الدین در کاشان (۱۳۶۳ خ) به‌چاپ رسیده‌است.[۸]
- چهار عنوان یا منتخب کیمیای سعادت، که به همراه اشعة اللمعات جامی به چاپ رسیده‌است.[۹]
- شرح حی بن یقظان[۱۰]

## آرامگاه
آرامگاه باباافضل در بلندترین نقطه غربی‌ترین روستای مرق واقع است؛ این دهکده در ۴۲ کیلومتری شمال غربی کاشان قرار دارد، که یکی از ییلاق‌های خوش آب و هوای این شهرستان است. این مقبره دارای صحنی وسیع و گنبدی هرمی پوشیده از کاشی‌های هفت رنگ است که بر پایه‌ای منشوری استوار است، و از رأس گنبد تا کف آرامگاه در حدود ۲۵ متر است. مرقد بابا افضل دارای صندوقهٔ چوبی مشبک به طریق «آلت و لغت» مورخ ۹۱۲ق است که از بهترین نمونه‌های هنر دوران صفوی به‌شمار می‌آید. محراب گچ‌بری منقوش و زیبای ضلع جنوبی مقبره، که در پیرامون آن کتیبه‌ای به خط ثلث بسیار خوش موجود است. از آثار جالب هنر عصر مغول است. بر طبق منابع، قدمت این روستا به عهد هخامنشیان می‌رسد. در داخل این بقعه دو قبر دیده می‌شود که یکی مرقد افضل الدین و دیگری به نام پادشاه زنگبار شهرت دارد. بنابر روایات، پادشاه زنگ هنگام سیر و سیاحت در برخورد با افضل الدین مجذوب و مرید وی شده و تا آخر عمر در خدمت بابا زیسته و پس از مرگ در جوار مرقد او دفن گردیده‌است. مدفن باباافضل زیارتگاه مورداحترام اهالی روستاست و اهالی مردگان خویش را در گورستان جوار مقبره دفن می‌کنند.

### پروندهٔ ثبت اثر در فهرست آثار ملی
| نام ثبتی       | قدمت | شمارهٔ ثبت | تاریخ ثبت    | نشانی                                                                           |
| -------------- | ---- | --------- | ------------ | ------------------------------------------------------------------------------- |
| بقعه بابا افضل | مغول | ۳۷۳       | ۲ اسفند ۱۳۲۷ | روستای مرق از توابع دهستان باباافضل در بخش نیاسر - شهرستان کاشان - استان اصفهان |